# Кшеськ-Крульова-Ніва
Кшеськ-Крульова-Ніва (пол. Krzesk-Królowa Niwa) — село в Польщі, у гміні Збучин Седлецького повіту Мазовецького воєводства.
Населення — 622 особи (2011).
У 1975-1998 роках село належало до Седлецького воєводства.

## Демографія
Демографічна структура станом на 31 березня 2011 року:
|          | Загалом | Допрацездатний вік | Працездатний вік | Постпрацездатний вік |
| -------- | ------- | ------------------ | ---------------- | -------------------- |
| Чоловіки | 298     | 80                 | 192              | 26                   |
| Жінки    | 324     | 70                 | 178              | 76                   |
| Разом    | 622     | 150                | 370              | 102                  |